# Tina Bøttzau
Tina Nielsen Bøttzau (født 29. august 1971 i Kolding) er en tidligere dansk håndboldspiller, der deltog i OL 1996 i Atlanta og 2000 i Sydney.
Bøttzau blev olympisk mester i håndbold under OL i 1996 i Atlanta. Hun var med på det danske damelandshold, der vandt håndboldturnering, ved at slå Sydkorea og Ungarn.
Fire år senere, under OL i Sydney vandt hun sin anden olympiske guldmedalje i håndbold, da Danmark besejrede Ungarn med 31-27 i finalen.
Bøttzau blev verdensmester ved VM i 1997 i Tyskland.

## OL-medaljer
- Guld: 1996  Atlanta
- Guld: 2000  Sydney

## Årene efter
Tina Bøttzau deltog ikke i større konkurrencer efter OL-guldet i 2000 i Sydney, men valgte i stedet at arbejde som lærer.